# مواد سنية
المواد السنيّة (بالإنجليزية: Dental materials)‏ هي مواد صناعية خاصّة، مختلقة ومصنوعة خصيصاً للإستعمال في مجال طب الأسنان. ويوجد منها أنواع شتّى تختلف خصائصها وفقاً لهدف الاستعمال.
تشمل المواد السنية: التلبيسات والحشوات المؤقتة، المواد السنيّة الترميمية (الحشوات الدائمة، التيجان، الجسور)، الأدوات والمواد المستخدمة في معالجة جذور الأسنان، المواد المستخدمة في طبعات الأسنان، المواد المستخدمة في صناعة أطقم الأسنان والمعالجة السنية التعويضية، المواد المستخدمة في زراعة الأسنان، وغيرها الكثير.

## الحشوات المؤقتة
الحشوات المؤقتة هي الحشوات المصممة لتبقى فترة زمنية قصيرة وليست للاستعمال أو البقاء والدوام على المدى الطويل في فم المريض. بمعنى آخر هي مواد مؤقتة قد يكون لها خصائص علاجية. ومن أكثر استعمالاتها شيوعاً حالات معالجة قناة الجذر السني التي تتطلّب مدى أكثر من موعد واحد للمعالجة. حيث من الواجب بين فترات مواعيد المعالجة المستمرة للجذر السني حماية قناة اللب من التلوث الذي قد تتعرض له من بيئة تجويف الفم، ولذلك يتم استعمال الحشوة المؤقتة ووضعها في تجويف السن الذي قد يصل من خلاله التلوث للُّب.
من أمثلة الحشوات المؤقتة:
- أكسيد الزنك القرنفلي (بالإنجليزية: Zinc Oxide Eugenol)‏ مبيد وقاتل للبكتيريا، رخيص وذو ثمن مناسب وسهل الإزالة لوضع الحشوة الدائمة.
- مادة اليوجينول (Eugenol) مادة مستخلصة من زيت القرنفل، لها تأثير لطيف على السن ومخفّفة لوجع الأسنان. تمتاز بعدم تأثُرها بقوة عض وإطباق الأسنان أو تلفها بشكل كبير؛ لذلك تعد مناسبة للاستخدام كحشوة مؤقتة. إلّا أنه بالرّغم من هذا فإنّ مفعول هذه الحشوة المؤقتة يبطل ليكون دوره سلبياً إذا كانت مادة المعالجة الترميمية السنية النهائية المستعملة هي الحشوة التجميلية المركّبة (الكومبوزيت)؛ لأنّ مادة اليوجينول المسكّنة تؤثّر سلباً على عملية البلمرة والترابط بين جزيئات حشوة الكومبوزيت مما يؤدي إلى فشل عملية معالجة الأسنان وعدم بقاء الحشوة التجميلية المركّبة (الكومبوزيت) في مكانها.

من الأمثلة على أهم المنتجات التجاريّة لحشوة أكسيد الزنك: Kalzinol وSedanol.

## الملاطُ السِّنّي
الملاط السِّني يستخدم في الغالب لربط الاستعاضات السنية اللامباشرة كربط التيجان الاصطناعية بسطح السن الطبيعي.
الأمثلة على الملاط السّني تشمل:
- ملاط أكسيد الزنك (بالإنجليزية: Zinc Oxide Cement)‏ يمتاز بخاصيــّة التصلب الذّاتي ويقسو عندما يتلامس مع لُعاب الفم. من الأمثلة على أهم المنتجات التجاريّة لملاط أكسيد الزنك: Cavit وColtosol.
- الملاط متعدد المجموعة الكربوكسيلية (بالإنجليزية: Polycarboxylate Cement)‏ يلتصق بمينا وعاج الأسنان. ومن الأمثلة على أهم المنتجات التجاريّة لهذا الملاط: PolyF.

## طَبْعات الأسنان
طبعات الأسنان تعدّ بصمة أو طبعة سلبية عن الأسنان والأنسجة الرخوة التي يمكن استخدامها لعمل طبعة إيجابية عن الأسنان وأنسجة الفم بل طبعة مطابقة لها. ويلجأ الطبيب إلى استعمال الطبعات في حالات المعالجة السنية التعويضية (لصناعة أطقم الأسنان)، في تقويم الأسنان، في المعالجة الترميمية، في زراعة الأسنان وفي جراحة الوجه والفكين.
صُمِّمَت طبعات الأسنان لتكون سائلة أو شبه سائلة في بداية عملية الخلط، بعدها تتصلّب في بضع دقائق تاركةً نموذجاً عن الهيكل أو البناء السني أو النسيجي الفموي.
تشمل مواد طبعات الأسنان شائعة الاستعمال على ألجينات الصوديوم، المواد متعددة مجموعة الإيثير، والمواد السليكونية.
وقد استُعْمل لغرضٍ كهذا قديماً جبس أو جصّ باريس، أكسيد الزنك القرنفلي، والآغار.

## المواد الترميمية
المواد الترميمية تستعمل لاستبدال وترميم الأجزاء المفقودة من الهيكل السنّي، والتي عادة ما يسببها تسوّس الأسنان، إضافةً إلى اهتراء الأسنان والرّضح السني. كما يمكن استعمال هذه المواد لأغراض تجميلية لتحسين شكل أسنان الفرد.
هناك صعوبات كثيرة فيما يتعلّق بالخصائص الفيزيائية للمواد الترميمية المثالية. والهدف من الأبحاث والدراسات للمواد الترميمية هو تطوير مواد سنيّة ترميمية أقرب للمثالية بحيث تطابق في خصائصها الفيزيائية خصائص الأسنان الطبيعية من حيث القوة والقساوة، قوى التلاصق والمظهر.
يمكن تقسيم الخصائص لمواد حشو الأسنان المثالية إلى أربع فئات: الخصائص الفيزيائية، التوافقية الحيوية، الخصائص التجميلية والتطبيق.
الخصائص الفيزيائية الأساسية تشمل موصلية حرارة وتمدد منخفضين، مقاومة جيدة لأنواع القوى المختلفة والتعرية السنية كالتآكل نتيجة الاحتكاك أو الانسحال السنّي، ومقاومة جيدة للتآكل الكيميائي.
التوافقية الحيوية تشير إلى مدى توافق المادة مع التوازن البيولوجي أو الحيوي للسن وأنظمة الجسم. ومن منطلق أن حشوات الأسنان تعدّ مع اتصال أو تلامس مباشر مع الأنسجة المخاطية، الأسنان ولب السن؛ فإن التوافقية الحيوية مهمة جداً. وتشمل بعض المشاكل الشائعة للمواد السنية الحالية على حدوث التسرّب الكيميائي من المادة، تهيّج اللب بسبب المادة المستعملة وفي حالات أقل شيوعاً تسبب الحساسية. ويجب الأخذ بعين الاعتبار بعض النواتج الجانبية خلال التفاعلات الكيميائية للمراحل المختلفة من عملية تصلّب المادة.
من الناحية المثالية، يجب أن تكون حشوة الأسنان المستعملة تطابق إلى حدٍ ما بنية الأسنان المحيطة بها من حيث الظل أو اللون، الشفافية والملمس أو القوام. يتطلب العامل في الأسنان موادّ ذات طبيعة سهلة للتشكيل والتلاعب؛ بحيث يمكن التنبؤ والسيطرة على التفاعلات الكيميائية التي قد تحدث.

### المواد الترميمية المباشرة
المواد الترميمية المباشرة هي المواد التي توضع مباشرة في التجاويف الموجودة في السن، وتناسب شكل ذلك التجويف. وتعد النواتج الكيميائية لتفاعل التصلّب لهذه المواد أكثر توافقاً بيولوجياً من غيرها؛ حيث انّ الحرارة والنواتج الجانبية الناتجة لا تؤثر سلباً على الأسنان أو صحة المريض بشكل عام نظراً لأن التفاعل يجب أن يحصل في أثناء تلامس السن مع المادة الترميمية. وهذا يحد في نهاية المطاف من قوة هذه المواد؛ إذ أنّ أكثر المواد قساوة وقوةً بحاجة إلى مزيد من الطاقة للتشكّل. يؤثر نوع الحشوة المستعمل تأثيراً طفيفاً على مدة استمراريتها. غالبية الدراسات السريرية تشير إلى أن معدلات الفشل السنوية (Annual Failure Rates- AFR’s) تتراوح ما بين 1% و3% بالنسبة للحشوات السنية الملونة على الأسنان الخلفية. بينما تتراوح معدلات الفشل السنوية فيما يتعلق بمعالجة الجذور السنيّة بين 2% و12%. وتعد الأسباب الرئيسية للفشل التجاويف السنية التي قد تحدث في جميع أنحاء الحشوة والكسور في الأسنان الطبيعية نفسها. وترتبط هذه النسب بمعدل خطر أو إمكانية حدوث تجاويف لدى الشخص وعوامل أخرى كالطحن على الأسنان أو ما يعرف بـ(اصطكاك الأسنان أثناء النوم).

#### المُـلْغم السنّي أو الحشوة الملغميــة
المُــلْغَم السني هو خليطة معدنيــة لحشو الأسنان تتكوّن من الزئبق (بنسبة 43% إلى 54%) وبودرة أُشابة مصنوعة في الغالب من الفضة، القصدير، الزنك، والنحاس، وهذا ما يعرف بأشابة المُلْغم. لا يلتصق المُلغم السني ببنيـة السن من دون استعمال الملاط السني أو استعمال وسائل كفيلة بضبط حشوة الملغم في محلها باستخدام نفس المبادئ المشتركة للوصلة الغنفارية.
لا يزال الملغم مستعملاً على نطاق واسع في أماكن مختلفة من العالم؛ نظراً إلى الفعالية من حيث التكلفة، وقوته الفائقة وطول العمر. ومع ذلك، فإن اللون المعدني ليس جمالياً والأسنان الملونة آخذة في الظهور كبدائل له باستمرار مع خصائص مماثلة على نحو متزايد. لكن، لسمية عنصر الزئبق الذي يشكل نسبة كبيرة من الحشوة (حوالي النصف)؛ هناك بعض الجدل حول استخدام الحشوات الملغميـة. فقد منعت الحكومة السويدية مثلاً استعمال هذا النوع من الحشوات منذ عام 2009. وقد أظهرت الأبحاث أنه في حين أن استخدام الملغم مثير للجدل وربما يزيد من مستويات الزئبق في جسم الإنسان إلّا أن هذه المستويات هي أقل من مستويات عتبة السلامة التي وضعتها منظمة الصحة العالمية WHO ووكالة حماية البيئة EPA. ومع ذلك، هناك بعض الجماعات المعرضون للحساسية من مستويات الزئبق (وإن كانت ضمن مستويات طبيعية أقل من مستويات العتبة) بسبب المتغيرات الجينية الموروثة. لذا قد يواجه هؤلاء الأفراد بشكل خاص الآثار السلبية الناجمة عن حشوة الملغم، وتشمل حدوث اختلالات عصبية لا تعد ولا تحصى ناجمة أساساً عن ضعف في عمليات المعالجة للسيالات العصبية في الجسم.

#### الرّاتين المركّب(بالإنجليزية:Composite Resin)‏

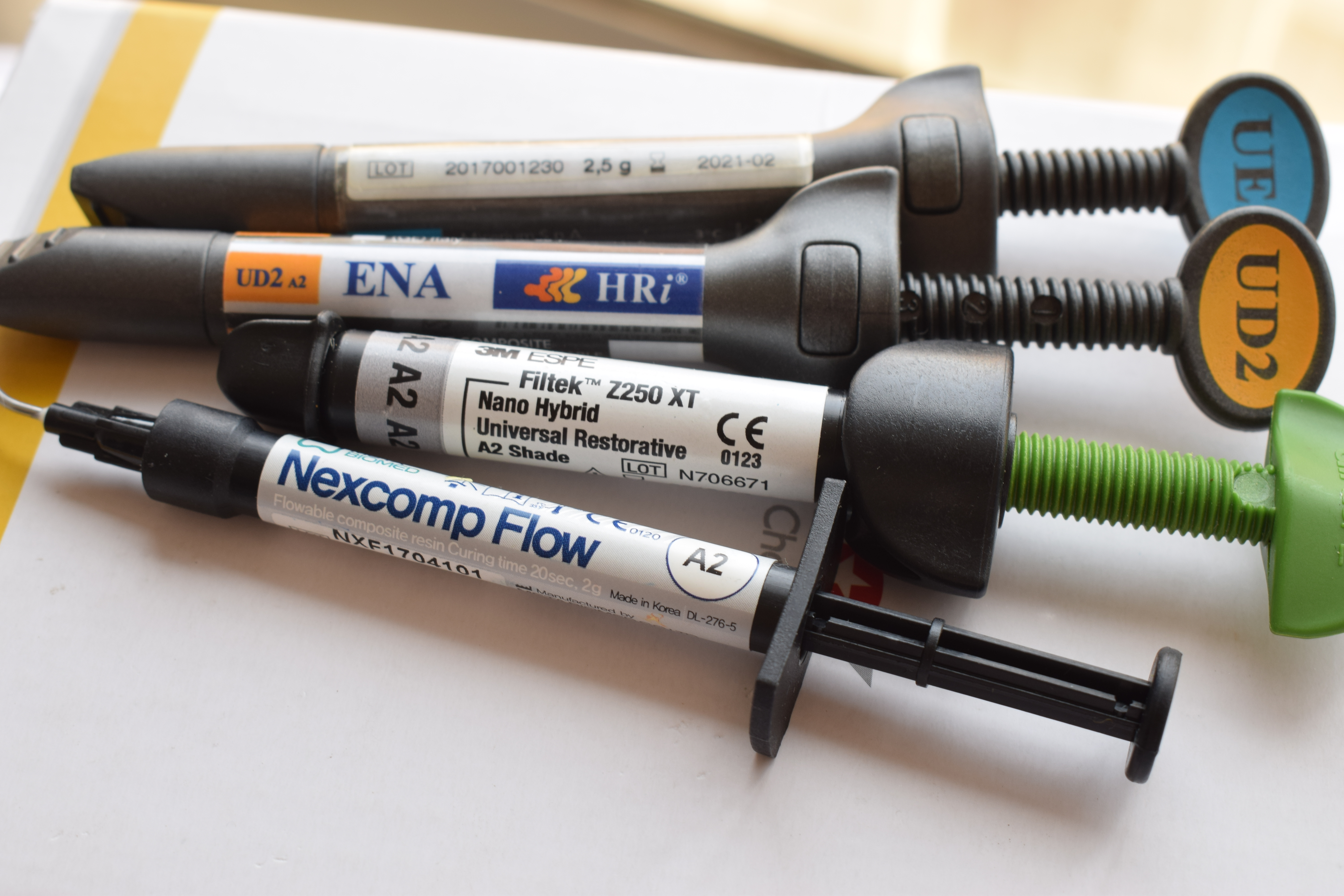
بعض أنواع الحشوات الضوئية

حشوات الراتين المركّب أو ما يعرف أيضاً بالحشوة البيضاء هي خليط من بودرة زجاج (Glass Powder) وراتين البلاستيك (Plastic Resin). ويمكن تشكيله ليشابه مظهر الأسنان الطبيعية. تستخدم هذه الحشوات في العادة لأغراض تجميلية وهي بذلك تتفوّق على الحشوات الملغمية من الناحية الجمالية إلّا أنها أعلى تكلفة. وتحتوي الحشوات البيضاء من نوع Bis-GMA على البيسفينول A، وهي مادة كيميائية معروفة تؤدي إلى اختلالات في الغدد الصماء ويمكن أن تسهم في تطور سرطان الثدي. ومع ذلك، فقد ثبت أن المستويات المنخفضة للغاية الصادرة عن هذه الحشوة المركّبة لا تسبب زيادة ملحوظة في علامات الإصابة الكلوية، بالمقارنة مع الحشوات الملغمية؛ لذا لا ضرر في تفضيلها على الحشوات الملغمية في السنوات الأخيــرة.
معظم أنواع الراتنجات المركبّة الحديثة أو الحشوات البيضاء معالجة ضوئياً، أي أنها تتصلب نتيجة التعرض للضوء، بعدها يتم صقلها، شذبها وتلميعها للحصول على النتيجة التجميلية النهائية المطلوبة على أفضل وجه. ويحدث للراتين المركّب أو الحشوة البيضاء نسبة صغيرة جداً من الانكماش أثناء معالجتها، مما يتسبب في سحب المادة بعيداً عن جدران التجويف السنّي، وهذا يجعل الأسنان أكثر عرضة لتسرّب الميكروبات إلى داخل التجويف وحدوث تسوس متكرر.
في بعض الحالات، يمكن إزالة أقل بنية ممكنة للأسنان الطبيعية مقارنة بغيرها من مواد طب الأسنان مثل الملغم والعديد من الطرق غير المباشرة للترميم، والتي تتطلّب إزالة أجزاء من بنية السن قبل البدء بمعالجته؛ وذلك لأن الراتنجات المركبة أو ما يعرف بالحشوات البيضاء تترابط مع مينا الأسنان وعاج الأسنان كذلك (لكن بصورة أقل مقارنة مع المينا) عن طريق الروابط الميكروميكانيكية. وبما أنّ الحفاظ على بنية الأسنان هو عنصر رئيسي في الحفاظ على الأسنان، فإن العديد من أطباء الأسنان يفضلون استخدام مواد مثل الحشوات البيضاء بدلاً من حشوات الملغم كلما كان ذلك ممكناً. وعموماً، يتم استخدام الحشوات المركبة لملء الآفات أو الفجوات الناتجة عن التسوس الموجودة في مناطق واضحة للغاية (مثل القواطع المركزية أو أي أسنان أخرى تظهر عندما يبتسم الشخص) أو عندما يمثل الحفاظ على بنية الأسنان أولوية قصوى.
تتأثر الروابط بين الحشوات البيضاء والأسنان الطبيعية بشكل خاص بالرطوبة ونظافة السطح المعد، حيث أن تعرضها للعاب الفم مثلاً قد يؤدي إلى فشل عملية المعالجة. ولهذا السبب فإنه يمكن اختيار مواد أخرى عند معالجة أو ترميم الأسنان إذا كانت تقنيات التحكم في الرطوبة ليست فعالة.

#### ملاط الزجاج الشاردي أو الحشوة الزجاجية (GI Cement)
قد اجتذب مفهوم استخدام المواد «الذكية» في طب الأسنان الكثير من الاهتمام في السنوات الأخيرة. واستخدمت الحشوة الزجاجية غير التقليدية في تطبيقات عدّة في مجال طب الأسنان، حيث يعد هذا الملاط الزجاجي متوافقاً حيوياً مع لب الأسنان إلى حد ما. وقد استخدمت هذه المادة عملياً في البداية باعتبارها مادة بيولوجية مناسبة لتحل محل الأنسجة العظمية المفقودة في الجسم البشري.
تتكون هذه الحشوات من خليط من الزجاج والحمض العضوي، ولها خصائص تجميلية كونها تتمتع بلون قريب من لون السن الطبيعي إلّا أنها تختلف عن بعضها في الشفافية ولا يمكن أن تُقارن إمكاناتها كمادة تجميلية بما توفره الحشوات البيضاء من خصائص وإمكانات للاستعمال في هذا المجال.
إعداد تجويف الحشوة الزجاجية مماثل لذلك الخاص بالحشوات البيضاء. ومع ذلك، واحدة من مزايا هذه الحشوات مقارنة بالمواد الترميمية الأخرى هو أنه يمكن وضعها في التجاويف دون الحاجة إلى عوامل مساندة للربط بينها وبين بنية السن الطبيعي.

##### الإيجابيات
1. يمكن وضع هذه الحشوات في التجاويف دون الحاجة إلى عوامل مساندة للربط بينها وبين بنية السن الطبيعي.
2. أنها لا تخضع للانكماش والتسرّب الميكروبي، لأنّ آلية الترابط قائمة على تفاعل حمضي قاعدي وليس تفاعل البلمرة. (ملاط GI لا يخضع لتغيرات كبيرة في الأبعاد في البيئة الرطبة كاستجابة للحرارة أو البرودة بل يتعرّض للانكماش في بيئة جافة على درجة حرارة أعلى من 50 درجة مئوية، وهو بذلك يشبه بسلوكه عاج الأسنان).
3. يحتوي هذا النوع من الحشوات على الفلورايد الذي يعد مهماً للحماية من التسوس بل لمنع التسوس. وعلاوة على ذلك، تطلق هذه الحشوات الفلوريد، ويمكن أن تتم «إعادة شحنها» أيضاً عن طريق استخدام معاجين الأسنان المحتوية على الفلورايد. وبالتالي، يمكن استخدامها كطريقة لعلاج المرضى مِن مَنْ هم عرضة للتسوس. ويمكن أن تحقق التركيبات الأحدث من ملاط الزجاج الشاردي التي تحتوي على راتنجات تعالج ضوئياً نتيجة جمالية أكبر، ولكن لا تطلق الفلورايد ومثلها ملاط الزجاج الشاردي التقليدي أو ما يعرف بالحشوة الزجاجية التقليدية.

##### السلبيات
من أهم سلبياتها أنها تفتقر للقوة والقساوة المناسبين. وفي محاولة لتحسين الخواص الميكانيكية للحشوة الزجاجية التقليدية، تم تسويق الملاط الزجاجي الشاردي المعدّل أو ما يعرف بالحشوة الزجاجية المعدّلة. كما أنها عادة ما تكون ضعيفة بعد التصلّب وليست مستقرة في الماء؛ ومع ذلك، فإنها تصبح أقوى مع استمرار حدوث التفاعل وتصبح أكثر مقاومة للرطوبة.
الأجيال الجديدة: والهدف منها هو تجديد الأنسجة واستخدام مواد بيولوجية على شكل مسحوق أو محلول لحثّ إصلاح الأنسجة المحلية. وتطلق هذه المواد النشطة بيولوجياً عوامل كيميائية على شكل أيونات مذابة أو عوامل نمو مثل بروتين العظم المُخَلِّق مما يحفز تنشيط الخلاي.
تكلفة البوليمر الشاردي مثل الراتنج المركب، إلّا أن هذه الحشوات لا تتعرض للتعرية أو الإزالة كما في الحشوات البيضاء. وتعتبر عموماً مواد جيدة لاستخدامها في حالات تسوس الجذر السنّي أو كمواد مانعة للتسرب.

#### الملاط الزجاجي الشاردي المعدّل أو الحشوة الزجاجية المعدّلة (RMGIC)
هو مزيج من الملاط الزجاجي الشاردي (الحشوة الزجاجية) والراتنج المركب (Composite Resin). هذه الحشوات هي مزيج من الزجاج، الأحماض العضوية، وراتنج البوليمرات التي تتصلب عند تعرضها للضوء (ينشط الضوء حافزاً في الملاط يؤدي إلى معالجته في ثوان). تكلفته مماثلة للحشوة البيضاء. ويصمد على نحو أفضل من الملاط الزجاجي الشاردي العادي لكن ليس بقدر الراتنج المركب. وينصح بعدم استعماله لأسطح العض لكبار السن.
عموماً، يمكن للملاط الزجاجي الشاردي المعدّل تحقيق نتيجة جمالية أفضل من الملاط الزجاجي الشاردي التقليدي، ولكن لا ترقى لمستوى جودة الحشوات البيضاء النقية. ولدى هذا النوع نوع خاص من تفاعلات التصلّب.

#### الكومبو السنّي (Dental Comopmer)
هو خليط آخر من الحشوة البيضاء المركّبة وتقنية الزجاج الشاردي مع التركيز على الحشوة البيضاء في نهايــة الطيف (انظر الشكل). وعلى الرغم من أن الكومبومر له خصائص ميكانيكية وجمالية أفضل من الـ RMGIC، إلّا أنه يتعرض للتعرية السنية بشكل أكبر ويتطلّب مواد وعوامل ربط مساندة. يطلق الكومبو السنّي الفلورايد إلا أنه يفعل ذلك على مستوى منخفض بحيث لا يعتبر ذلك فعالاً على عكس الملاط الزجاجي الشاردي المعدّل الذي يعتبر خزاناً للفلورايد مقارنة مع الكمبومر.

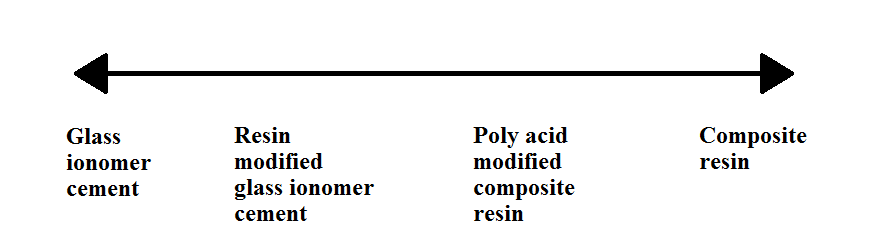
Glass ionomer cement - composite resin. أو ما يعرف بالكومبو السني Compomer

في أواخر الخط أو الطيف باتجاه الملاط الزجاجي الشاردي، هناك زيادة في إفراز الفلورايد وزيادة في المحتوى الحمضي القاعدي. أما نهاية الراتنج المركب من الطيف، هناك زيادة في نسبة العلاج الضوئي المستعمل وزيادة في قوة المقاومة والمرونة.

### المواد الترميمية غير المباشرة
المواد الترميمية غير المباشرة هي المواد التي يتم قبل استعمالها إعداد السن أو الأسنان لعملية المعالجة الترميمية بحيث يتم أخذ طبعة عن الأسنان وإرسالها إلى فنّي الأسنان الذين يقوم بتصنيع استعاضة ترميمية وفقاً لوصف طبيب الأسنان.

#### البورسلان (السيراميك)

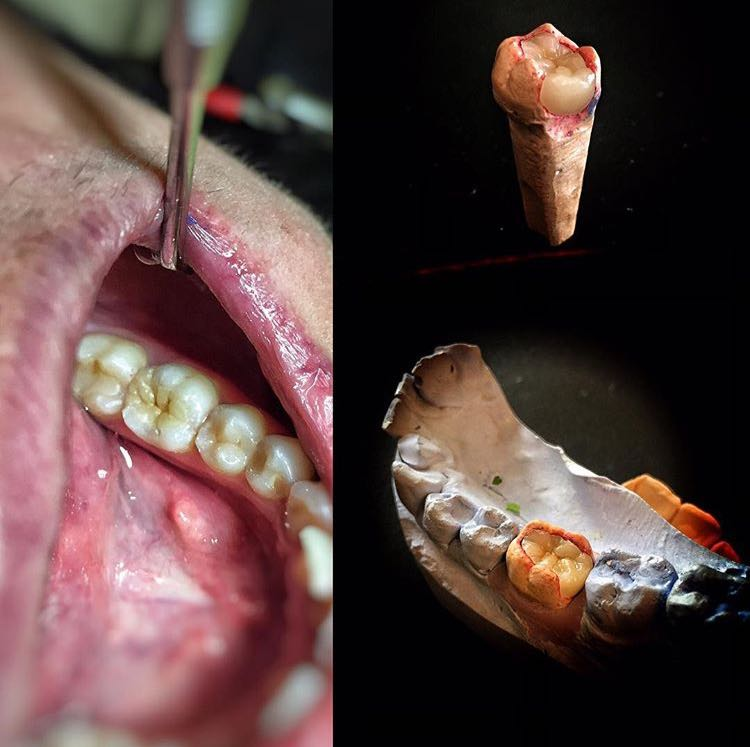
الحشوات الضمنية المصنعة من البورسلين

وهي تتصف بالقساوة وقد تسبب تعرية سنيّة للسن المقابل. قد تكون هشة وفي بعض الأحيان لا ينصح باستخدامها كحشوات للأضراس.

#### الراتنج المركّب (الحشوة البيضاء)
وتستخدم هذه المواد السنية المركبة الملونة إما مباشرة أو كمواد بطانة وإعادة بناء هيكل السن بشكل غير مباشر. وعادةً ما يتم معالجتها ضوئياً.

#### هجين السيراميك الراتنجي
تكون جزيئات النانو-السيراميك مصفوفة كجزء لا يتجزأ بين جزيئات الراتنج. وهم أقل هشاشة، وبالتالي أقل عرضة للتشقق من جميع الحشوات الخزفية غير المباشرة؛ حيث أنها تمتص صدمات أو قوة المضغ كـالأسنان الطبيعية، ومثل حشوات الراتنج أو الذهب لكن بنسبة أكبر من حشوات السيراميك. وفي الوقت ذاته هي أكثر مقاومة للتعرية السنية من جميع أنواع حشوات الراتنج غير المباشرة. وهذا النوع متاح في كتل للاستخدام مع أنظمة CAD-CAM.

#### حشوات الذهب
حشوات الذهب لديها متانة ممتازة، تناسب شكل السن بشكل جيد، ولا تسبب التعرية المفرطة للأسنان المقابلة، لكنها ناقلة للحرارة والبرودة، وهذا قد يكون مزعجاً. هناك نوعان من حشوات الذهب، قوالب حشوات الذهب (كحشوة مصبوبة أو راصعة سنية) مصنوعة من الذهب 14 أو 18 قيراط. والنواع الثاني هو رقائق الذهب المصنوعة من الذهب الخالص 24 قيراط الذي يتم صقله طبقة بعد طبقة. لسنوات، اعتبر الذهب النقطة الإرشادية أو المعيار الأول الذي استعمل في مواد طب الأسنان، إلّا أن التطورات الحديثة في طب الأسنان التي أدت إلى استعمال الحشوات الخزفية والتركيز على النواحي التجميلية بشكل كبير إلى جانب المعالجة السنية أدّت إلى تراجع استعمال حشوات الذهب لصالح المواد المركبة المتطورة والقشور الخزفية والتيجان. وتعد حشوات الذهب في بعض الأحيان باهظة التكاليف مع ذلك فهي تستمر لفترة طويلة جداً – الأمر الذي يمكننا من القول أن المعالجة الترميمية بالحشوات الذهبية هي أقل تكلفة وألماً على المدى الطويل حيث لا يعدّ صمود هذه الحشوات لثلاثين عاماً أمراً غريباً أبداً.

### حشوات تاريخية قديمة أخرى
تم استخدام حشوات الرصاص في القرن الثامن عشر؛ ولكنها سرعان ما فقدت شعبيتها في القرن التاسع عشر بسبب ليونتها. وهذا كان هذا قبل أن تُعرَف سميّة الرصاص.
وفقاً لحقبة الحرب الأهلية الأمريكية، فإنّ كتيبات الأسنان من منتصف القرن التاسع عشر وأوائله قد استخدمت الحشوات المعدنية المصنوعة من الرصاص والذهب والقصدير والبلاتين والفضة والألومنيوم أو الملغم. وكان يتم استخدام كريّات أو رصاصات ملفوفة بحجم أكبر قليلًا من الجويف السنّي، تركّز في مكانها باستخدام الأدوات المناسبة، ثم يتم تشكيلها وصقلها في فم المريض. وقد كانت تترك الحشوات مرتفعة عن مستوى السن الطبيعي قليلاً بحيث يحدث التركيز النهائي - «الإخماد» – أثناء مضغ المريض لطعامه وبذلك تصبح في المستوى المطلوب. كانت رقائق الذهب الأكثر استعمالأ والأكثر شعبية وتفضيلاً خلال حقبة الحرب الأهلية. وكان القصدير ومزيج الملغم شائعان أيضاً لانخفاض تكلفتهما، ولكنهما استعملا في صدد أقل.
تم فهرسة الحشوات السنية التي وجدت في رفات سبعة جنود كونفدراليين من الحرب الأمريكية الأهلية خلال إحدى الأبحاث السنية التي قامت في منتصف القرن التاسع عشر، وكانت هذه الحشوات مصنوعة من إمّا:
- رقائق الذهب: وكانت مفضلة لمتانتها وصمودها واستعمالها الآمن.
- البلاتين: وكان نادر الاستعمال لأنه قاسٍ جداً، غير مرن ويصعب تشكيله إلى رقائق.
- الألومنيوم: وتعتبر من المواد التي فشلت بسبب افتقارها للمطاوعة إلّا أن بعضها أضيف للحشوات الملغمية.
- القصدير والحديد: يعتقد أنها كانت حشوات ذات شعبية جداً خلال الحرب الأهلية. وكان يوصى برقائق القصدير عندما يتم طلب مادة أرخص من الذهب من قبل المريض. ومع ذلك فإن القصدير يتعرض للتعرية السنية بسرعة وحتى إذا كان بالإمكان استبداله بسرعة وبتكلفة زهيدة؛ كان هنالك قلق حيال استعماله - تحديداً من الطبيب هاريس – نتيجة عملية الأكسدة الحاصلة له في الفم، وبالتالي يسبب التسوس بشكل متكرر. ونتيجة للاسوداد الناتج عن هذه الحشوات؛ أوصي بالقصدير فقط للأسنان الخلفية.
- الثوريوم: كان النشاط الإشعاعي غير معروفاً في ذلك الوقت، وطبيب الأسنان كان يظن أنه يستخدم القصدير لا الثوريوم.
- الرصاص وخليط التنجستن، وربما يأتي من كريات الطلقات نارية. ونادراً ما كان يستخدم الرصاص في القرن التاسع عشر لما عرف عنه من ليونة والبلاء سريعاً والتعرية حتى قبل مضغ أي شيء من قِبَل المريض، عدا عمّا نعرفه اليوم من آثار صحية ضارة له.

### بوليمر الأكريل
يستخدم الأكريل في تصنيع أطقم الأسنان والأسنان الاصطناعية وصواني الانطباع (التي تطبع مقاسات الفم) وأجهزة الوجه والفكين والتقويم والترميمات المؤقتة ، ومع ذلك لا يمكن استخدامها كمواد حشو الأسنان لأنها يمكن أن تؤدي إلى التهاب في عصب السن أو التهاب اللثة لإن المادة تولد الحرارة وتنتج الأحماض أثناء إعدادها، بالإضافة إلى أنها تنكمش.

### فشل الترميمات السنيّة
الحشوات السنية ذات عمر محدود بمتوسّط 12.8 عاماً للملغم و7.8 عاماً للراتنجات المركبة. ومع ذلك، فإن عمر المادة الترميمية يعتمد أيضاً على مدى عناية المريض بأسنان خاصّة السن الذي تم ترميمه، وعدم ممارسة الكثير من الضغوط عليه من خلال عدم تناول المواد الغذائية الصلبة.

### تقييم وتنظيم مواد طب الأسنان
يقوم معهد الشمال لمواد طب الأسنان (NIOM) بتقييم مواد طب الأسنان في بلدان الشمال الأوروبي. وتعد أبحاث واختبارات هذه المؤسسة معتمدة لأداء عدة إجراءات لاختبار منتجات طب الأسنان. في أوروبا، تصنف مواد طب الأسنان كالأجهزة الطبية وفقاً لتوجيهات الأجهزة الطبية. في الولايات المتحدة الأمريكية، فإن إدارة الغذاء والدواء الأمريكية هي الهيئة التنظيمية لمنتجات طب الأسنان.